# EADS CASA C-295
EADS CASA C-295
ポーランド空軍のC-295
- 用途：輸送機, 海洋監視機, 早期警戒機
- 製造者：エアバス・ディフェンス・アンド・スペース
- 運用者

  -  スペイン（スペイン空軍）
  -  ブラジル（ブラジル空軍）など
  - 他
- 初飛行：
1997年11月28日（原型試作機）
2011年6月7日（AEW型試作機）[1]
- 生産数：220機[2]
- 運用開始：2001年

EADS CASA C-295は、EADS CASA（現在のエアバス・ディフェンス・アンド・スペース）によって開発された、ターボプロップエンジン双発の中型戦術輸送機。

## 概要
1980年代、スペインのCASA社は、インドネシアのIPTN社と共同でCASA CN-235を開発・販売していた。これは、軍用としては小型戦術輸送機や海洋監視機、民間用としてはコミューター機として人気を博し、200機以上が生産されるベストセラーとなった。このことから、CASA社は1995年より、CN-235の胴体を延長した発展型として、C-295の開発を開始した。CN-235を改修した試作機は1997年11月28日に初飛行し、1998年12月22日には、初の新造機が初飛行を行なった。1999年、CASA社はEADS社の傘下でスペイン支社に改編されて、社名もEADS CASAと変更され、C-295も同社の製品となった。なお、さらに2009年には、EADS CASA社はエアバス・ミリタリー社の傘下に入ったことから、C-295は現在では同社の製品となっている。
C-295は、上述の通り、基本的にはCN-235のストレッチ型となっており、胴体は3.1メートル延長され、これによりペイロードは50％増加している。これに対応するため、エンジンは、より強力なプラット・アンド・ホイットニー・カナダ PW127Gに換装されており、プロペラも、より効率的な6翔プロペラが採用された。またアビオニクス面も刷新されており、タレス・グループにより設計されたグラスコックピットが導入されている。
戦術輸送型のC-295Mを基本として、海洋監視型のC-295 MPA パーシェイダー、早期警戒（AEW&C）型のC-295 AEWが開発されている。戦術輸送型においては、貨物室は48.54m3の有効容積を確保しており、ランプ部を除く全長は12.69 m、ランプ長は3.04 m、高さは1.90 m、最大幅は2.70 mである。また早期警戒型では、イスラエル・エアロスペース・インダストリーズ社のAESAレーダーをロートドーム型のレドームに収容して搭載する。2010年代には輸送型の改良型として主翼にウィングレットを取り付けたC-295Wが登場した。
またC-295Wに後付けできる空中給油キットも開発されており、2020年1月に試験を成功させた。

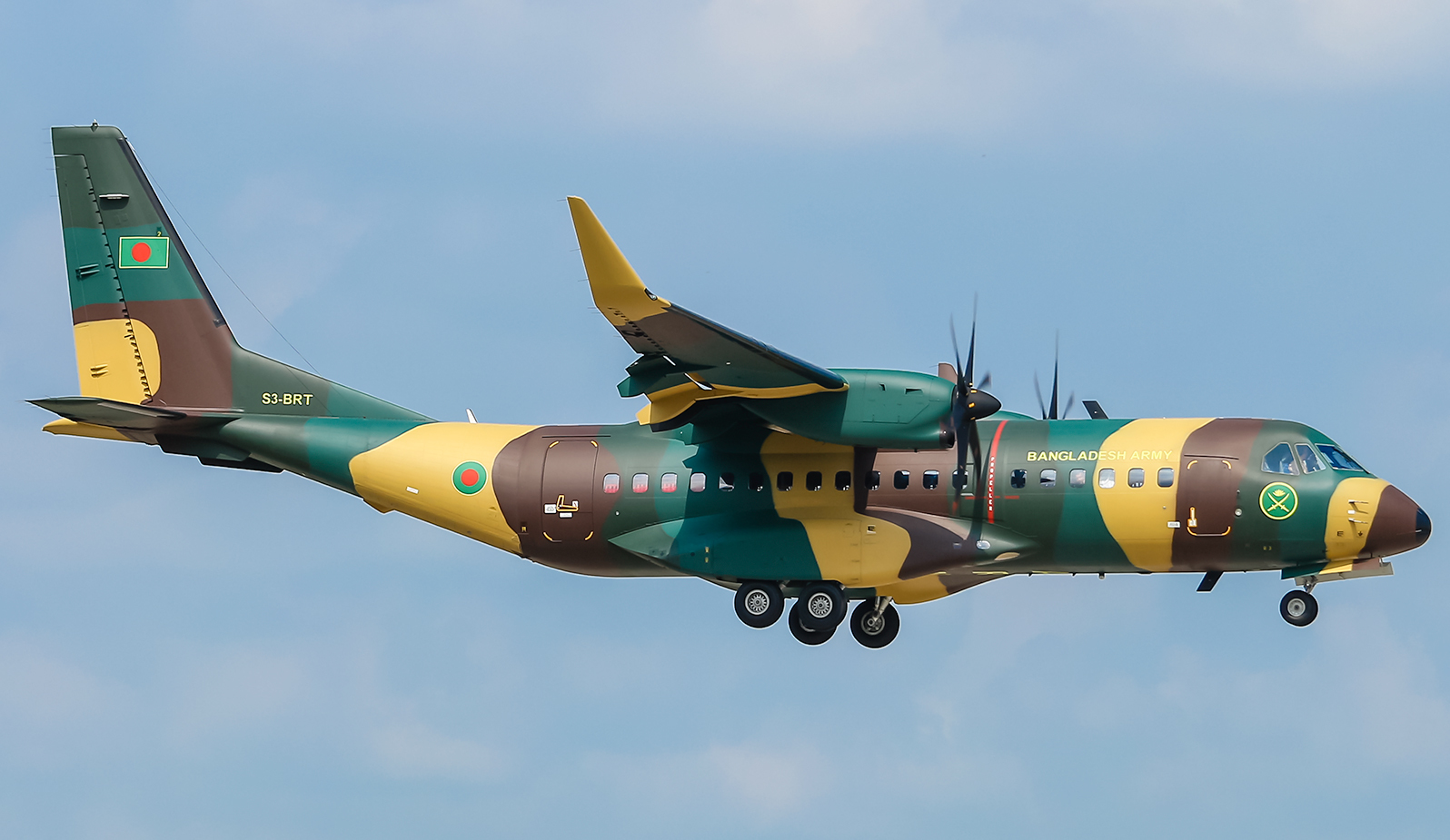
C-295W
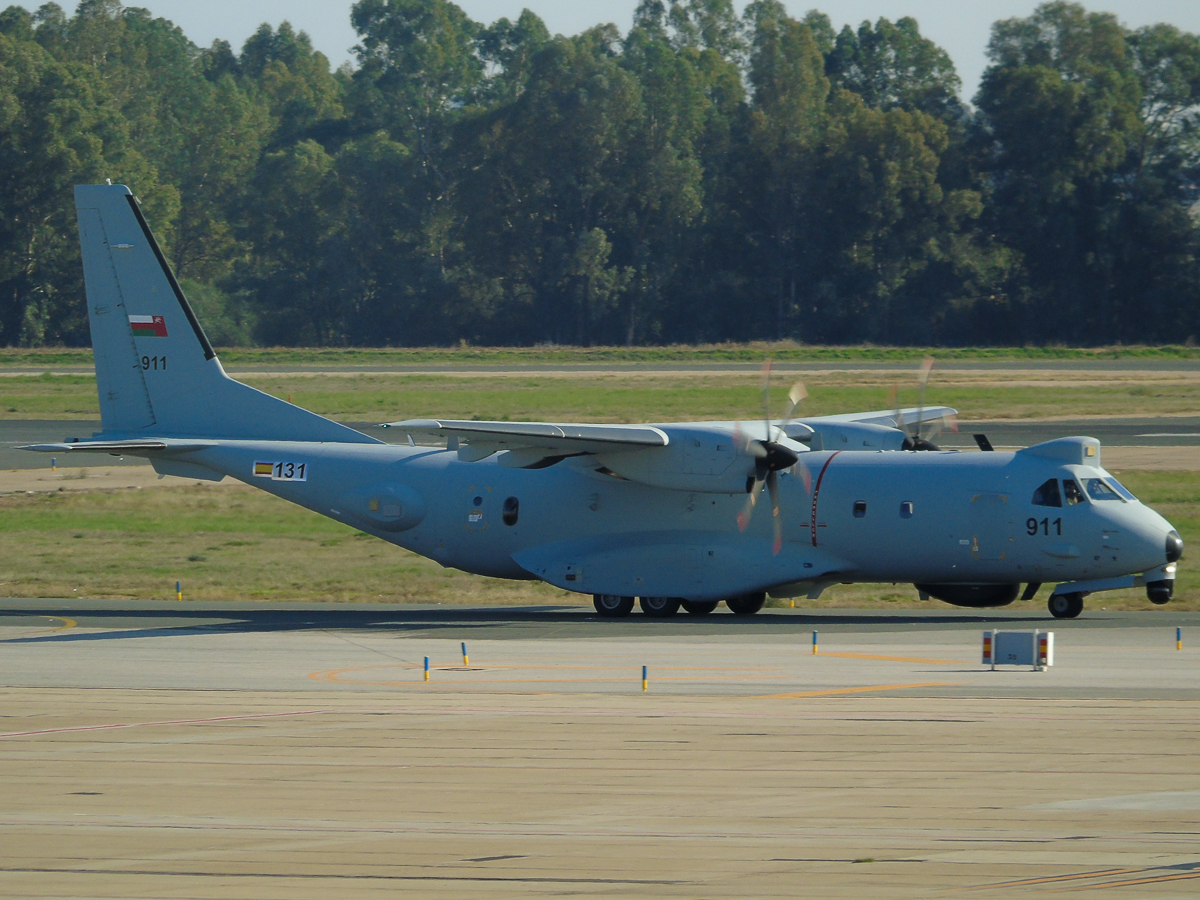
C-295 MPA
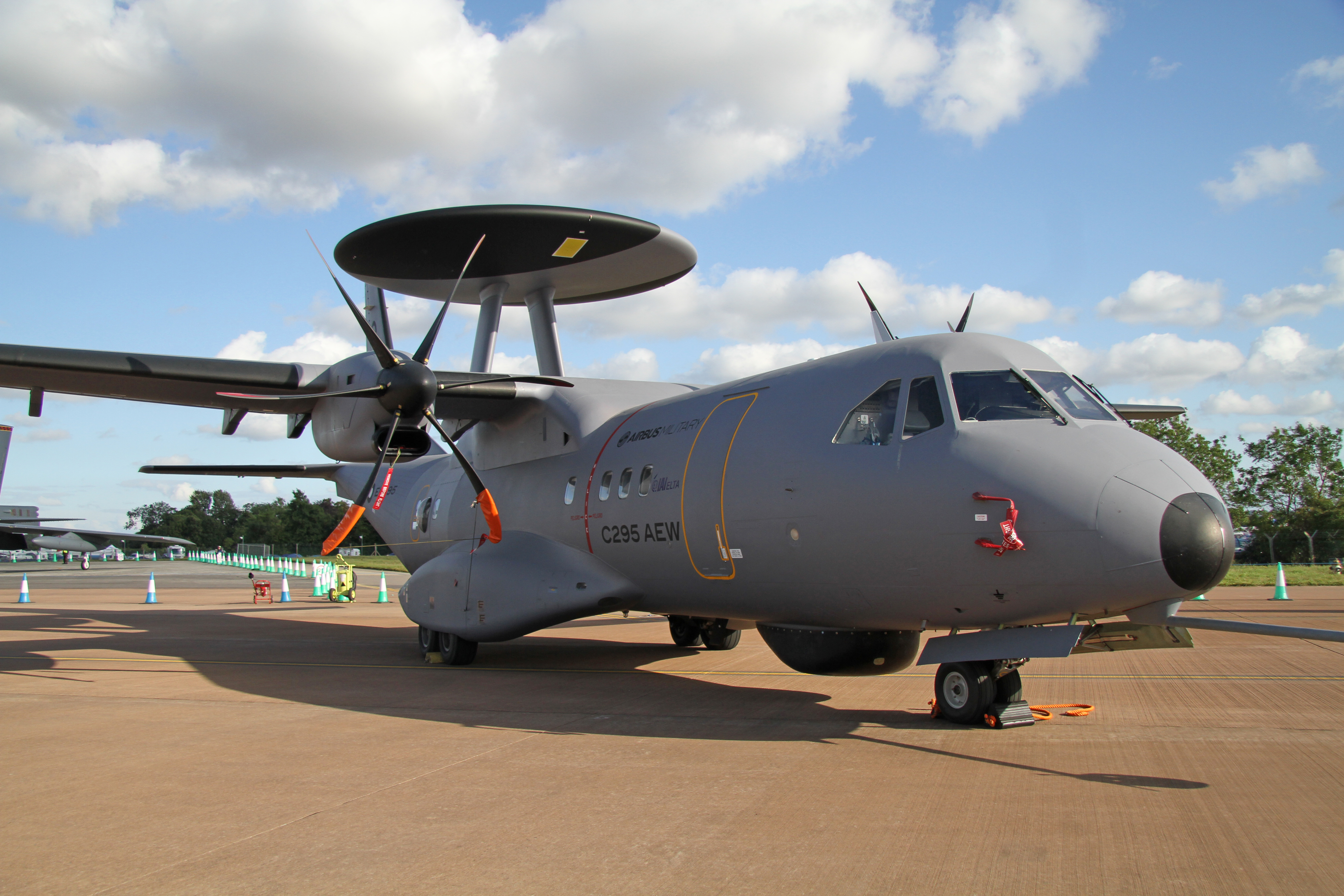
C-295 AEW

## 運用国
- アルジェリア
- ブラジル
- カナダ[注釈 1]
- チリ
- コロンビア

- チェコ
- エジプト
- フィンランド[注釈 2]
- ガボン[注釈 3]
- ガーナ[注釈 4]

- インド[注釈 5]
- インドネシア
- ヨルダン
- カザフスタン[注釈 6]
- メキシコ

- オマーン[注釈 7]
- フィリピン
- ポーランド
- ポルトガル
- スペイン

- タイ
- ウズベキスタン[注釈 8]
- セルビア[注釈 9]

## 諸元・性能

二面図。

出典: greg goebel (2011年5月1日). “CASA Cargolifters: C-212, CN-235, & C-295” (英語). 2011年12月25日閲覧。
諸元
- 乗員: 2名
- 定員: 兵員75名 / 空挺部隊48名
- ペイロード: 9,250 kg （20,400 lbs）
- 全長: 24.50 m （80 ft 3 in）
- 全高: 8.60 m （28 ft 3 in）
- 翼幅: 25.81 m（84 ft 8 in）
- 翼面積: 59 m² （634.8 ft²）
- 空虚重量: 11,000 kg （24,250 lbs）
- 最大離陸重量: 23,200 kg （51,146 lbs）
- 動力: P&Wカナダ PW127G ターボプロップ、1,972 kW （2635 shp）   × 2

性能
- 最大速度: 576 km/h (311 kn)
- 巡航速度: 480 km/h (260 kn)
- 航続距離: 　
  - 最大積載時: 1,445 km (780 nmi)
  - 最大燃料時: 4,500 km (2,400 nmi)
  - フェリー時: 5,220 km (2,820 nmi)
- 実用上昇限度: 9,145 m （30,000 ft）
- 離陸滑走距離: 670 m （2,200 ft）
- 着陸滑走距離: 320 m （1,050 ft）

|                  | C-1                                                  | G.222                                    | C-27J                                                      | C-295                                                         | An-26                               | An-72                                   |
| ---------------- | ---------------------------------------------------- | ---------------------------------------- | ---------------------------------------------------------- | ------------------------------------------------------------- | ----------------------------------- | --------------------------------------- |
| 画像             |                                                      |                                          |                                                            |                                                               |                                     |                                         |
| 乗員             | 5名                                                  | 4名                                      | 3名                                                        | 2名                                                           | 5名                                 | 3 - 5名                                 |
| 全長             | 29.0 m                                               | 22.7 m                                   | 22.7 m                                                     | 24.50 m                                                       | 23.80 m                             | 28.07 m                                 |
| 全幅             | 30.6 m                                               | 28.7 m                                   | 28.7 m                                                     | 25.81 m                                                       | 29.20 m                             | 31.89 m                                 |
| 全高             | 9.99 m                                               | 9.8 m                                    | 9.8 m                                                      | 8.60 m                                                        | 8.58 m                              | 8.65 m                                  |
| 空虚重量         | 23,320 kg                                            | 14,590 kg                                | 17,000 kg                                                  | 11,000 kg                                                     | 15,200 kg                           | 19,050 kg                               |
| 最大離陸重量     | 45,000 kg                                            | 28,000 kg                                | 30,500 kg                                                  | 23,200 kg                                                     | 24,000 kg                           | 34,500 kg                               |
| 最大積載量       | 11,900 kg                                            | 9,000 kg                                 | 11,500 kg                                                  | 9,250 kg                                                      | 5,500 kg                            | 10,000 kg                               |
| 発動機           | P&W JT8D ×2                                          | GE T64-GE-P4D ×2                         | RR AE 2100-D2A ×2                                          | P&Wカナダ PW127G ×2                                           | プログレス AI-24VT ×2               | プログレス D-36 ×2                      |
| 発動機           | ターボファン                                         | ターボプロップ                           | ターボプロップ                                             | ターボプロップ                                                | ターボプロップ                      | ターボファン                            |
| 巡航速度         | 650 km/h                                             | 439 km/h                                 | 583 km/h                                                   | 480 km/h                                                      | 440 km/h                            | 600 km/h                                |
| 航続距離         | - 0 t / 2,400 km - 6.5 t / 2,185 km - 8 t / 1,500 km | - フェリー時 / 4,633 km - 9 t / 1,371 km | - フェリー時 / 5,926 km - 6 t / 4,260 km - 11 t / 1,852 km | - フェリー時 / 5,220 km - 4.5 t / 4,300 km - 9.2 t / 1,445 km | - 0 t / 2,550 km - 5.5 t / 1,100 km | - フェリー時 / 4,800 km - 10 t / 800 km |
| 最短離陸滑走距離 | 460 m                                                | 662 m                                    | 580 m                                                      | 670 m                                                         | 1,240 m                             | 400 m                                   |
| 初飛行           | 1970年                                               | 1970年                                   | 1999年                                                     | 1997年                                                        | 1969年                              | 1977年                                  |
| 運用状況         | 退役                                                 | 現役                                     | 現役                                                       | 現役                                                          | 現役                                | 現役                                    |